# 晉州邢氏
晉州邢氏（韩语： Jinju Hyeong-ssi），以大韩民国庆尚南道晋州市爲本貫的姓氏。

## 历史
始祖邢顒，唐太宗貞觀八年（634年）以高句丽荣留王請的唐八學士之一人入居平壤定着。官至三韓壁上功臣、三重大匡。有功於唐文化、文學、儒教，被賜南陽爲貫鄕。
中始祖邢昞，生于渤海国大彝震二十一年（850年），高麗時爲吏部尙書。
邢昞之十三世孫邢昉高麗明宗七年（1177年）及第文科，高丽忠穆王時爲門下侍中、平章事、大匡輔國。後定着於庆尚南道晉州斑城。
十五世孫邢公美高麗忠烈王時有功於征伐倭寇，被封於晉陽君。

## 起源
邢氏丕祖是周成王時周公旦之第四子爲邢国侯。

## 分派
- 判事公派波祖：十八世孫邢君紹，二十歲時及第文科，至平壤尹、春川淮陽江陵三道巡察使、吏部尙書、政堂文學。善於文章，＇浮碧樓韻＇傳於＇東文選＇。

- 兵使公派波祖：十八世孫邢君哲，朝鮮世宗時及第武科，至宣傳官、江界府使、忠清道兵馬使等，居于全羅南道南平。
  - 長興邢氏：十九世孫邢希

## 人物
- 邢積（875年 ~ 928年)

- 邢順 ( 895年 ~ 935年)

- 邢士保

- 邢孝甲 (1571年 ~ ?)

- 邢義賓 (1684年 ~ 1722年)

- 邢民友 (1974年 ~ )

## 人口
- 1985年 5145人

- 2000年 5822人